# Bartolomé Castagnola
Bartolomé Castagnola (Lomas de Zamora, 16 giugno 1970) è un giocatore di polo argentino.
Ha un handicap di 10 goal ed è nella top 20 della graduatoria mondiale  .
La sua carriera inizia a metà degli anni ottanta quando suo padre lo porta alla scuola di polo La Martina, e dove conosce Adolfo Cambiaso. Nel 1988 si trasferisce a giocare a San Diego dove vince il San Diego Open. Da allora ha giocato anche in Inghilterra, Argentina Spegan e Dubai, ed ha vinto la Sotogrande Gold Cup, l'US Open, la USPA Gold Cup, e la Queen's Cup, l'Open di Hurlingham e la Queen's Cup. Ha partecipato 14 volte agli Argentine Open, vincendoli 6 volte e partecipando altre 3 volte alla finale.
Insieme ad Adolfo Cambiaso (del quale ha sposato la sorella Camila) ha fondato la squadra di polo La Dolfina Polo Club dove solitamente gioca col numero 4.